# Premi de teatre Ciutat de Granollers
El Premi de teatre Ciutat de Granollers fou un guardó teatral establert a les dècades dels anys 70 i 80 del segle passat per contribuir a la divulgació de textos teatrals en català.

## Premis de Teatre Ciutat de Granollers
- 1971. El duc Meu-Meu, original de Francesc Barceló
- 1972. Plany per la mort d'Enric Ribera, original de Rodolf Sirera[2]
- 1973. Si grinyola posa-hi oli, original de Joaquim Vilà i Folch
- 1974. S'assaja amb noses, original de Carles Reig
- 1975. Dispara, Flanaghan!, original de Jordi Teixidor
- 1981. El drama de les camèlies o el mal que fa el teatre, original de Jordi Teixidor.